# Jess C. Denious
Jess C. Denious (* 14. Juli 1879 in Dodge City, Kansas; † 1. Dezember 1953 ebenda) war ein US-amerikanischer Politiker. Zwischen 1943 und 1947 war er Vizegouverneur des Bundesstaates Kansas.

## Werdegang
Jess Denious besuchte die öffentlichen Schulen im Neosho County. Danach studierte er an der Drake University in Des Moines (Iowa) sowie an der Baker University in Baldwin City, die er im Jahr 1905 absolvierte. Anschließend schlug er eine lange Laufbahn in der Medienwelt ein. Er war zunächst Zeitungsreporter und dann Zeitungsherausgeber. Dann wurde er auch Präsident der Dodge City Broadcasting Co. und der Telegram Publishing Co. in Norton. Politisch schloss er sich der Republikanischen Partei an. Im Juni 1924 nahm er als Delegierter an der Republican National Convention in Cleveland teil, auf der Präsident Calvin Coolidge zur Wiederwahl nominiert wurde. 1932 wurde er in den Senat von Kansas gewählt.
Im Jahr 1942 wurde Denious an der Seite von Andrew Schoeppel zum Vizegouverneur von Kansas gewählt. Dieses Amt bekleidete er zwischen dem 11. Januar 1943 und dem 13. Januar 1947. Dabei war er Stellvertreter des Gouverneurs. Er war auch Mitglied zahlreicher Organisationen und Vereinigungen. Er starb am 1. Dezember 1953 in Dodge City, wo er auch beigesetzt wurde.